# Kiwix
Kiwix è un lettore di file ZIM libero, pensato per consultare Wikipedia offline, senza bisogno di una connessione ad Internet.
Il programma legge il contenuto di un progetto immagazzinato in un file in formato ZIM, che contiene, compresse, le voci.
È possibile consultare i contenuti di ogni progetto Wikimedia, anche se è stato progettato per Wikipedia.

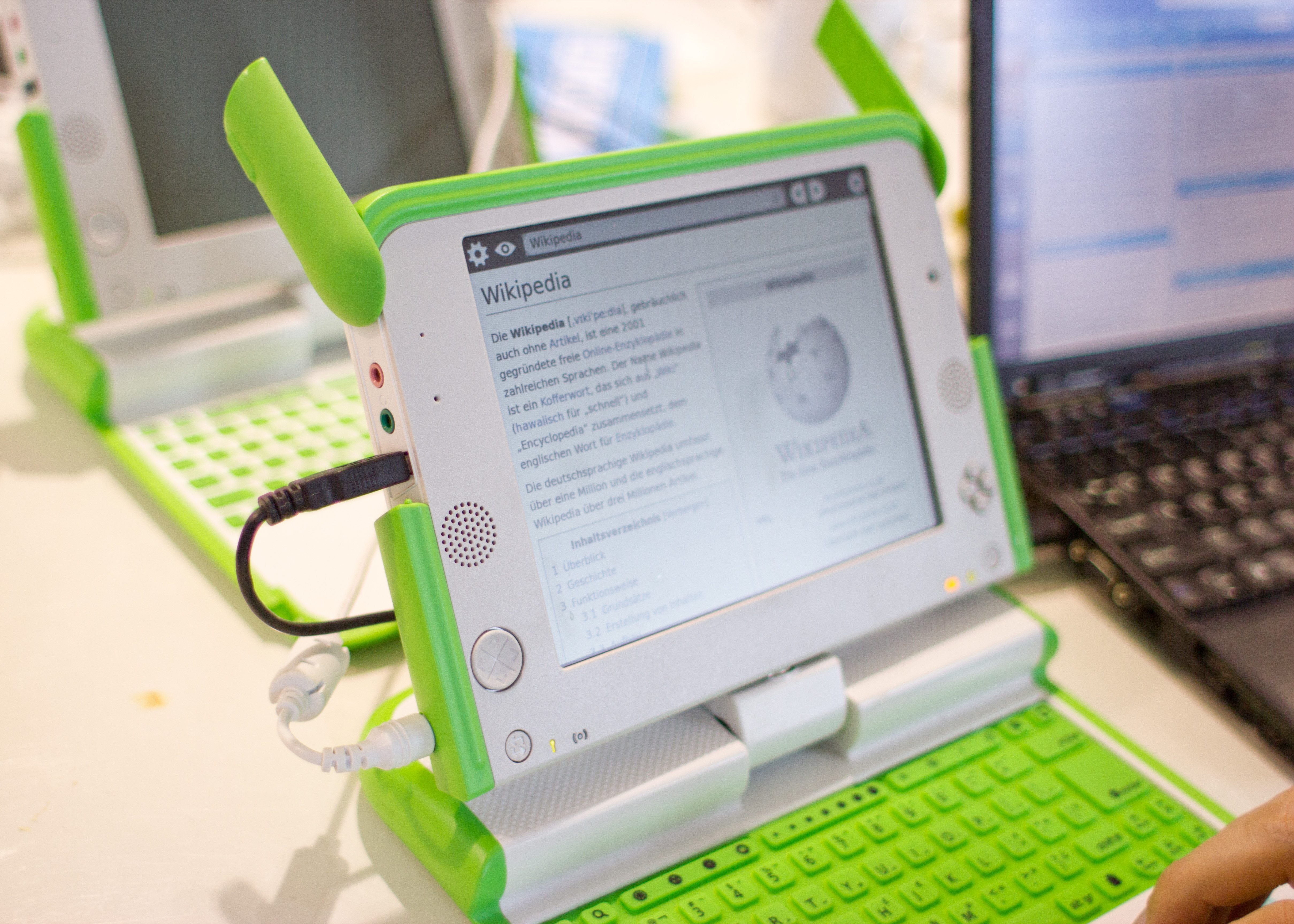
Kiwix su un portatile OLPC.

Il software è pensato per computer senza connessione ad Internet, ed in particolare scuole nei paesi in via di sviluppo, dove l'accesso alla rete è difficile o costoso.
Una versione specifica per questo scopo è stata prodotta per l'organizzazione SOS Villaggi dei Bambini.
Lo sviluppo di Kiwix è stato supportato da alcuni capitoli Wikimedia (Wikimedia CH e Wikimedia Italia) e da Wikimedia Foundation.
Kiwix è disponibile in oltre 80 lingue, permette la ricerca nel testo, la navigazione a schede e la possibilità di esportare voci in PDF e HTML.
Kiwix è disponibile per Linux, Windows, Android, iOS e macOS.